# Belváros (urbanisztika)

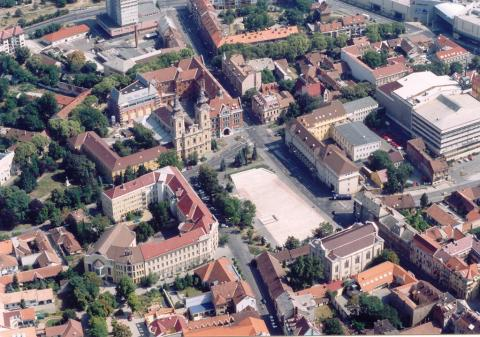
Légi felvétel Miskolc belvárosáról

Belvárosnak általában a nagyobb városok történelmi központját, városmagját nevezzük, amely sok esetben a középkori vár várfal által védett területe, esetenként az e körüli váralja településrészt is magába foglalja (mint Magyarországon a szabad királyi városok esetében). Rendszerint itt vannak a közigazgatási szervek épületei, általában ez a kulturális élet és a klasszikus kereskedelem központja a városban. A belvárost számos városban Óvárosnak, máshol történelmi negyednek, helyenként Városközpontnak (City) hívják. Ettől eltérő elnevezései is lehetnek.
A belvárosok történeti fejlődésének általános jellemzőjeként tekinthetjük, hogy a korábbi erődítés- (vár- vagy város)falak elbontásával kialakuló későbbi körutak (Bécs, Budapest) általában nemcsak funkcionálisan, de városesztétikai, kulturális vonatkozásban is elkülönítik a belvárost a teljes várostesttől. A korábbi önálló települések (városok) történelem során keletkezett összenövései esetén egy-egy városnak több városközpontja (belvárosa) vagy jellegzetes városközpontrendszere is létrejöhet.